# 台湾芝麻蜗牛
台湾芝麻蜗牛（学名：Diplommatina taiwanica taiwanica），是中腹足目芝麻蜗牛科芝麻蜗属的一种。主要分布于台湾，常栖息在森林下的落叶中。